# Lewistown (Montana)
Lewistown is een plaats (city) in de Amerikaanse staat Montana, en valt bestuurlijk gezien onder Fergus County.

## Demografie
Bij de volkstelling in 2000 werd het aantal inwoners vastgesteld op 5813.
In 2006 is het aantal inwoners door het United States Census Bureau geschat op 6083, een stijging van 270 (4,6%).

## Geografie
Volgens het United States Census Bureau beslaat de plaats een oppervlakte van
4,9 km², geheel bestaande uit land. Lewistown ligt op ongeveer 1204 m boven zeeniveau.

## Plaatsen in de nabije omgeving
De onderstaande figuur toont nabijgelegen plaatsen in een straal van 48 km rond Lewistown.

## Geboren
- Loren Acton (1936), astronaut